# ヒュー・ボスコーエン (初代ファルマス子爵)
初代ファルマス子爵ヒュー・ボスコーエン（英語: Hugh Boscawen, 1st Viscount Falmouth PC、1680年頃 – 1734年10月25日）は、コーンウォール出身の政治家、貴族。ホイッグ党所属の庶民院議員（在任：1702年 – 1720年）。

## 生涯

### 庶民院議員就任以前の経歴
エドワード・ボスコーエンとジェイル・ゴドルフィン（Jael Godolphin、フランシス・ゴドルフィンの娘）の息子として、1680年頃に生まれた。1697年4月、ケンブリッジ大学キングス・カレッジに入学した。1698年9月、国王ウィリアム3世と寵臣の初代アルベマール伯爵アーノルド・ヴァン・ケッペルによりグロスター公爵ウィリアム王子の寝室宮内官に任命され（1700年まで在任）、200ポンドの年収を得た。1701年にネーデルラントとオーストリアを旅し、海外滞在中の5月に伯父ヒュー・ボスコーエンが死去すると、年収3,000ポンドを得られるコーンウォールにおける領地を継承した。ヒューはこのときウィーンでジョージ・ステップニーからフランス語を学んでいたが、急遽帰国することになり、7月にデン・ハーグに到着、11月にはコーンウォールにあるセント・モーズ城の長官に就任した。

### アン女王の治世において
母が初代ゴドルフィン男爵シドニー・ゴドルフィン（1706年にゴドルフィン伯爵に叙爵）の姉妹で、妻の母が初代マールバラ公爵ジョン・チャーチルの姉妹にあたるためか、1702年にカンバーランド公爵ジョージ王配の寝室宮内官（年収400ポンド、1708年まで在任）に任命された。同年の総選挙でトレゴニー選挙区から出馬して当選、議会ではコート派（宮廷派）として投票した。
1705年イングランド総選挙ではコーンウォールにおける地盤を固め、コーンウォール選挙区で当選した。このとき、トゥルーロ選挙区でも当選したが、コーンウォール選挙区の代表として議員を務めることを選択した。議会でも宮廷派のままで、1707年から1708年の会期においては（ホイッグ党政権にもかかわらず）ジャントーが野党に回ったが、ヒューはこのとき「大蔵卿のホイッグ党員」（Lord Treasurer's Whig、大蔵卿はゴドルフィン伯爵の役職）とされ、与党側のままであった。そのため、1708年イギリス総選挙の直前に褒賞として錫鉱区長官（年収1,000ポンド）に終身職として任命された。総選挙ではコーンウォールにおける自身の影響力に加えて宮廷の影響力も手中にしたため、コーンウォールの選挙区の多くで活動した。
1710年イギリス総選挙ではヘンリー・サシェヴェレルの弾劾裁判によりホイッグ党逆風の情勢であり、ヒューはサシェヴェレルの裁判に欠席したにもかかわらず逆風の影響を受け、コーンウォール選挙区で落選してしまい、代わりにトゥルーロ選挙区で当選して議席を保った。同年にはセント・モーズ城長官からも解任された。1711年12月に「スペインなくして講和なし」の動議に賛成票を投じた後、1713年5月にフランスワイン関税法案に反対した。1713年イギリス総選挙ではペンリン選挙区で当選、1714年3月にリチャード・スティールの議会追放に反対票を投じた。

### ハノーヴァー朝において
ハノーヴァー朝では重用され、1714年にセント・モーズ城長官に復帰したほか、同年に王室監査官に就任、同年10月12日に枢密顧問官に任命された。議会ではアン女王の治世に政権を担った大臣への追及に深く関与、第2代オーモンド公爵ジェームズ・バトラーの弾劾動議に賛成した。1715年ジャコバイト蜂起では第2代カートレット男爵ジョン・カートレットとともにコーンウォールで対処にあたった。
1717年から1720年までのホイッグ党分裂期では政府側（第1次、第2次スタンホープ＝サンダーランド内閣）につき、アイルランド副大蔵卿（毎年3,000ポンドの収入が得られる官職）の1人に任命された。1717年12月にジョゼフ・アディソンの後任として国務大臣への就任が噂され（実現せず）、1719年12月に貴族法案を支持した。1720年6月9日、王室監査官解任の補償としてグレートブリテン貴族であるコーンウォール州におけるボスコーエン・ローズ男爵とコーンウォール州におけるファルマス子爵に叙された。
ジョージ2世の治世では妻が寝室女官（lady of the bedchamber）への任命を目指し、寝室女官のシャーロット・クレイトンに贈賄しようとしたが失敗した。ファルマス子爵は1733年まで貴族院で与党側として行動したが、やがて不満がたまり野党に回り、1734年イギリス総選挙直前に首相ロバート・ウォルポールが宮廷のコーンウォールにおける影響力をファルマス子爵から取り上げリチャード・エッジカムに与えた。1734年4月、アイルランド副大蔵卿を辞任した。
1734年10月25日にトレフュージスで死去、11月6日に埋葬された。同名の息子ヒューが爵位を継承した。

## 人物
同時代の人物からの評価が低く、「ファルマス卿」（Lord Falmouth）をもじった「ファウルマス卿」（Lord Foulmouth、「臭い口」の意味）という不名誉なあだ名をつけられた。また、1733年6月の南海会社への調査提案をめぐった弁論において、演説では政府を支持したが投票では反対し、第2代ハーヴィー男爵ジョン・ハーヴィーから「ファルマス卿は（そのように行動することで）大臣たちにできるだけ損害を与えようとした」と皮肉を言われた。

## 家族
1700年4月23日、シャーロット・ゴドフリー（Charlotte Godfrey、1754年3月22日没、チャールズ・ゴドフリーの娘）と結婚、5男4女をもうけた。
- ルーシー（1784年1月17日没） - 1746年8月18日、チャールズ・フレデリック（英語版）と結婚、子供あり
- シャーロット（1702年8月5日 – 1735年4月4日） - 1720年2月11日、第4代ドロヘダ伯爵ヘンリー・ムーアと結婚
- アン（1749年5月11日埋葬） - 1726年、第6代準男爵サー・セシル・ビショップ（英語版）と結婚、子供あり
- メアリー（1749年9月19日没） - 1732年8月17日、第2代準男爵サー・ジョン・エヴリン（英語版）と結婚、子供あり
- ヒュー（1707年 – 1782年） - 第2代ファルマス子爵
- エドワード（1711年 – 1761年） - 海軍提督。第3代ファルマス子爵ジョージ・エヴリン・ボスコーエンの父
- ジョージ（英語版）（1712年 – 1775年） - 陸軍軍人
- ジョン（1714年 – 1767年） - 庶民院議員
- ニコラス（1720年8月16日 – 1793年7月4日） - 聖職者